# Rathaus Weida

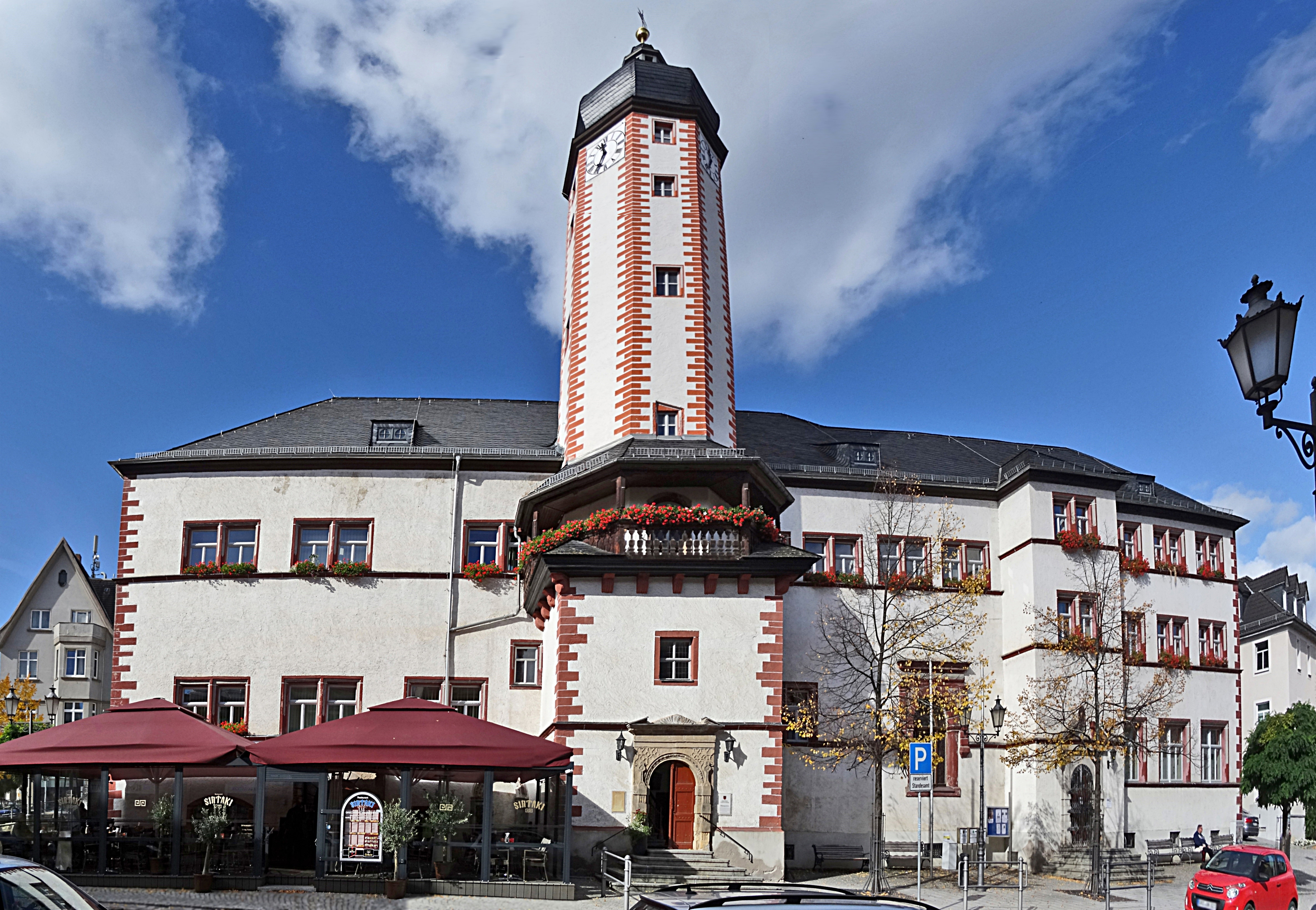
Rathaus Weida

Das Rathaus Weida steht am Neumarkt von Weida, eine Stadt im thüringischen Landkreis Greiz.

## Beschreibung

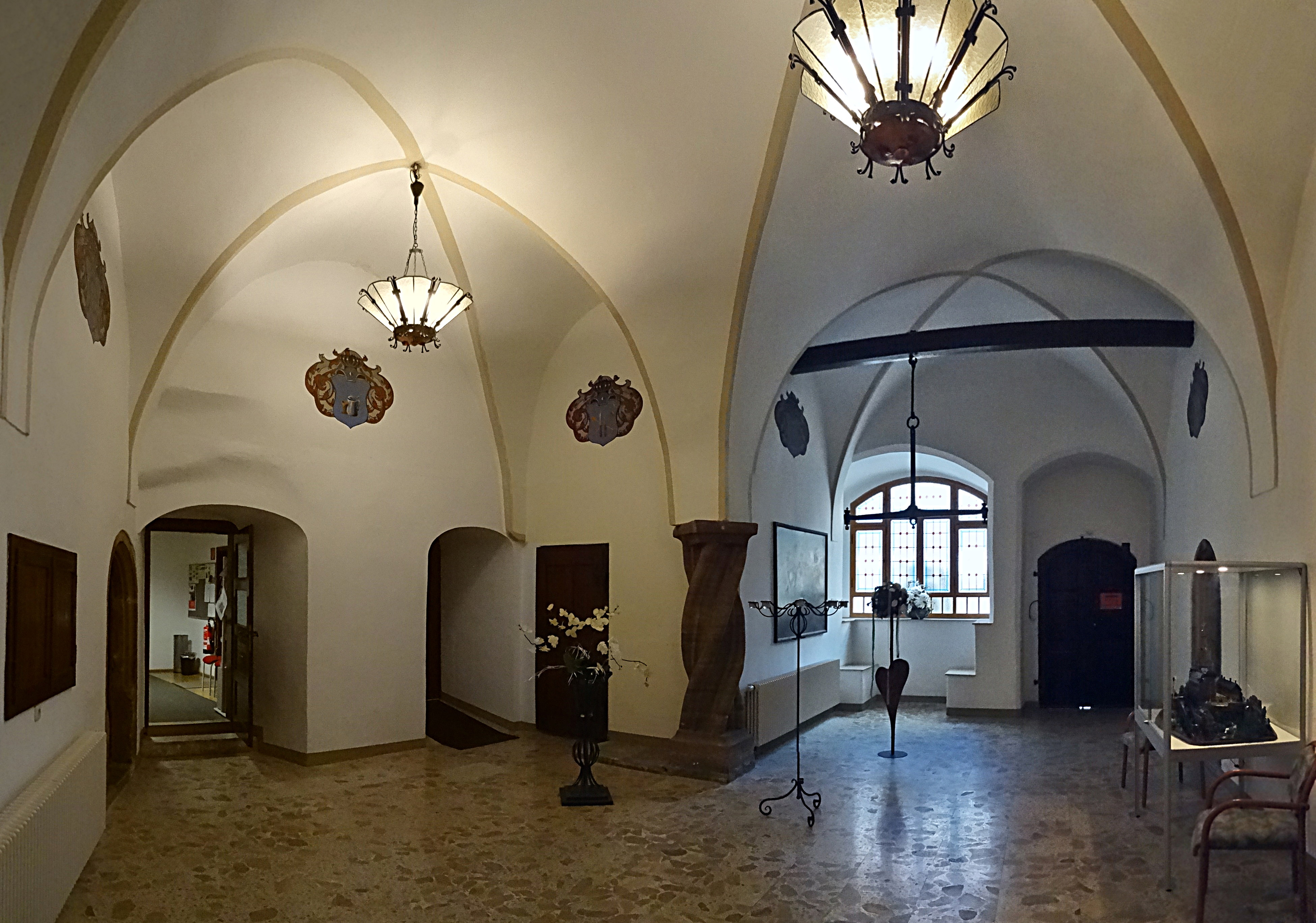
Innenansicht

Der stattliche Gebäudekomplex im Baustil der Hochrenaissance wurde 1587–1589 unter Einbeziehung älterer Bauteile errichtet. An der dreigeschossigen Fassade befindet sich marktseitig mittig ein Risalit und seitlich ein Treppenturm mit einem Unterbau aus zwei Geschossen und einem hoch aufragendem, oktogonalen Aufsatz, an dessen Ansatz sich ein überdachter Umgang befindet. Bedeckt ist der Turm mit einer geschweiften Haube, die mit einer offenen Laterne bekrönt ist. 
Das Dach wurde nach einem Brand 1633 ohne die ursprünglichen hohen Zwerchhäuser wiederhergestellt. 1661 verursachte ein Hochwasser schwere Schäden, 1667 begann der Wiederaufbau. Im 19. Jahrhundert wurde ein kurzer Gebäudetrakt im Westen errichtet. 1928/1929 erfolgte die Erweiterung des Rathauses um den Gebäudetrakt im Norden bei äußerlicher Angleichung an den Renaissancebau. 1969 wurde das Äußere renoviert. Der Treppenturm wurde 1991 instand gesetzt. 
Im Erdgeschoss befinden sich Portale aus der Bauzeit. An der Fassade nördlich des Treppenturms in Höhe des ersten Obergeschosses ist das jetzt nicht mehr begehbare Portal zur ehemaligen Ratswaage zu sehen. Die Kreuzgratgewölbe der ehemaligen Ratswaage und der im Hauptflügel benachbarten Räume wurden 1904 erneuert bzw. neu eingesetzt. Der Waagbalken der alten Ratswaage ist jetzt im Vestibül untergebracht. Im zweiten Obergeschoss befinden sich die Diele und die Stubengesellschaft.